# Careysburg District
Careysburg är ett lagstadgat distrikt i Liberia. Det ligger i Montserrado County, i den västra delen av landet, cirka 30 km nordost om huvudstaden Monrovia.